# Trop jeunes pour mourir
Pour plus de détails, voir Fiche technique et Distribution.
Trop jeunes pour mourir  (hangeul : 죽어도 좋아 ; RR : Jukeodo joha ; litt. « C'est bien de mourir ») est un film sud-coréen réalisé par Park Jin-pyo, sorti en 2002.
Il s'agit de l'adaptation des faits réels et de la mise en scène d'un couple authentique.
Il est sélectionné et présenté à la Semaine de la critique du Festival de Cannes, en mai 2002.

## Synopsis
Deux septuagénaires célibataires tombent amoureux.

## Fiche technique
Sauf indication contraire, les informations mentionnées dans cette section peuvent être confirmées par la base de données cinématographiques IMDb,  présente dans la section « Liens externes ».
- Titre original : 죽어도 좋아
- Titre français : Trop jeunes pour mourir
- Réalisation : Park Jin-pyo
- Scénario : Lee Soo-mee
- Musique : Park Ki-heon
- Photographie : Chung Yong-woo
- Montage : Moon In-dae
- Production : Kim Hong-baek
- Société de production : May Films
- Sociétés de distribution : Chungeorahm Film (Corée du Sud) ; Zootrope Films (France)
- Pays de production :  Corée du Sud
- Langue originale : coréen
- Format : couleur
- Genre : drame romantique
- Durée : 67 minutes
- Dates de sortie :
  - France : 18 mai 2002 (avant-première mondiale au Festival de Cannes) ; 28 mai 2008 (sortie nationale)
  - Corée du Sud : 6 octobre 2002

## Distribution
- Lee Sun-ye
- Park Chi-gyu

## Distinctions
Sauf indication contraire, les informations mentionnées dans cette section peuvent être confirmées par la base de données cinématographiques IMDb,  présente dans la section « Liens externes ».

### Récompenses
- Festival international du film de Busan 2002 :
  - Prix du public
  - Prix FIPRESCI
  - New Currents Award - mention spéciale
- Tokyo Filmex : mention spéciale

### Nominations
- Festival international du film de Busan 2002 : New Currents Award
- Festival de Cannes 2002 - Semaine de la critique :
  - Grand prix du jury
  - Caméra d'Or
- Tokyo Filmex : grand prix